# Broomhall Castle

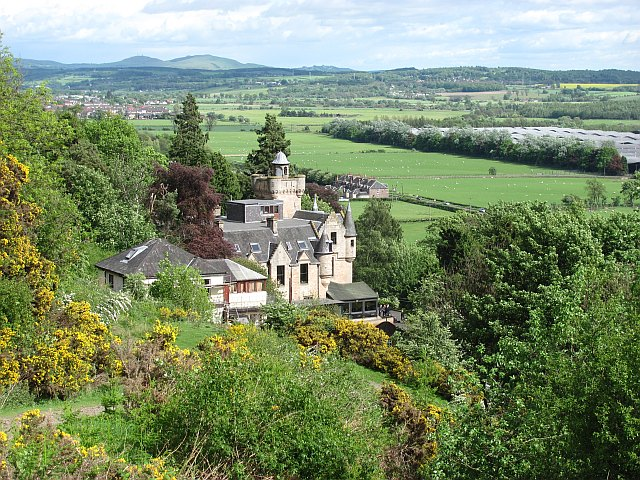
Broomhall Castle

Broomhall Castle ist eine Villa in Menstrie in den Ochil Hills in der schottischen Council Area Clackmannanshire. Sie hat drei Stockwerke und einen Turm.

## Geschichte
Broomhall Castle wurde 1874 von John Foukes und Frances Mackison im Auftrag von James Johnstone errichtet. 1906 kam der Besitzer in wirtschaftliche Schwierigkeiten und verkaufte das Anwesen an eine italienische Reitschule. 1910 wurde daraus die Clifford Park Boys Prep School.
1941 fing das Gebäude Feuer, als die Internatsschüler in einem Zeltlager auf dem Anwesen waren. Trotz der Bemühungen der Alloa Fire Brigade brannte das Gebäude nieder. Es war ein spektakulärer Anblick, als das Dach einstürzte und einen Funkenschauer himmelwärts schickte.
Bis 1985 blieb Broomhall Castle eine Brandruine. Dann wurde es wieder aufgebaut und in ein Pflegeheim umgewandelt. 2003 kauften die heutigen Eigner die Burg und machten ein kleines Hotel mit 16 Zimmern, Restaurant und Lounge daraus.